# Neoregelia spiralipetala
Neoregelia spiralipetala là một loài thực vật có hoa trong họ Bromeliaceae. Loài này được (Leme) Wand. & S.E.Martins mô tả khoa học đầu tiên năm 2007.